# ArenaBowl XXVI
Match précédent Match suivant
L'ArenaBowl XXVI était la 26e édition du championnat de l'Arena Football League. Les Rattlers de l'Arizona, champions de la conférence nationale, ont battu le champion de la conférence américaine Soul de Philadelphie, 48–39. Le match a eu lieu le 17 août 2013 à l'Amway Center à Orlando, en Floride, domicile des Predators d'Orlando.
Les deux équipes se sont rencontrées un an plus tôt pour l'ArenaBowl XXV, où les Rattlers ont remporté le championnat par 72 à 54. C'était la première fois que deux équipes se rencontraient dans deux ArenaBowls consécutifs.
L'ArenaBowl XXVI a été joué à l'Amway Center à Orlando, Floride, après un vote unanime des 14 équipes de la ligue. C'était la deuxième fois consécutive que l'ArenaBowl se jouait sur un site neutre et la septième de l'histoire de la ligue. Pour la ville d’Orlando, c’était la première fois qu’on y jouait depuis l'ArenaBowl XIV en 2000, lorsque les Predators d’Orlando avaient défait le Kats de Nashville à l'Amway Arena qui a été démolie depuis,.

## Sommaire du match
Pour la première fois depuis 1996, le champion de l'annéeprécédente garde son titre. Les Arizona Rattlers (15-3) ont battu les Philadelphia Soul (12-6), 48-39, pour remporter ArenaBowl XXVI devant une foule de 12 039 personnes à Orlando et devant un public national sur le réseau de télévision CBS.
Les Rattlers sont devenus la première équipe depuis le Storm de Tampa Bay en 1995-96 à se répéter en tant que champions de l’ArenaBowl et la seule équipe de l’histoire de la Ligue à avoir battu deux fois la même équipe deux années consécutives pour remporter des titres.
Le joueur offensif Russell Athletic et MVP du match, Rod Windsor, mène tous les receveurs avec 145 yards à la réception et une paire de touchdowns dans la victoire des Rattlers. Son quarterback, Nick Davila, a complété 20 de ses 29 passes pour 315 yards et six touchdowns. Davila est également devenu le leader absolu de la ligue dans les passes de touchdown ArenaBowl avec 23 pour sa carrière, brisant la précédente marque en carrière de Mark Grieb, 20. Le joueur défensif du match Riddell, Virgil Gray a enregistré 9,5 tacles et une interception clé dans la victoire.
L'attaque de Philadelphie était menée par le J. Lewis Small Playmaker of the Game, Ryan McDaniel, qui a égalé un record d'ArenaBowl avec 13 réceptions, 137 yards et deux touchdowns. Le quarterback de Philadelphie, Dan Raudabaugh, a égalisé la marque de Kurt Warner pour le nombre de passes tentées dans un ArenaBowl avec 51 tentatives. Raudabaugh a complété 31 de ses 51 passes pour 306 yards, quatre touchdowns et deux interceptions.

### Les récompenses du match
Russell Athletic Joueur offensif du match: Rod Windsor, Rattlers
Riddell Joueur défensif du match: Virgil Gray, Rattlers
J. Lewis Small Playmaker of the Game: Ryan McDaniel, Soul
Cutters Réception du match: le wide reciever des Rattlers, Rod Windsor, fait une réception de TD à une main (2e quart-temps)
AFL fait saillant du match: le défenseur de l'Arizona, Arkeith Brown, fait un tacle décisif sur un 4e down et 2 yards (4e quart-temps)

## Évolution du score
| Temps           | Description des actions                                                              | Score AZ - PHI | Score AZ - PHI |
| --------------- | ------------------------------------------------------------------------------------ | -------------- | -------------- |
| 1er Quart-temps |                                                                                      |                |                |
| 11:09           | TD de 8 yards par Purify suite d'une passe de Davila (PAT de Lindholm)               |                | 7-0            |
| 08:25           | TD de 15 yards par McDaniel suite d'une passe de Raudabaugh (PAT de Martinez)        | Égalité        | 7-7            |
| 2e Quart-temps  |                                                                                      |                |                |
| 13:40           | TD de 21 yards par Windsor suite d'une passe de Davila (PAT de Lindholm)             |                | 14-7           |
| 08:51           | TD de 1 yard à la course par Ross (PAT de Martinez)                                  | Égalité        | 14-14          |
| 06:26           | TD de 47 yards par Purify suite d'une passe de Davila (PAT de Lindholm)              |                | 21-14          |
| 00:52           | TD de 9 yards par Jones suite d'une passe de Raudabaugh (PAT de Martinez)            | Égalité        | 21-21          |
| 00:26           | FG de 18 yards par Lindholm                                                          |                | 24-21          |
| 3e Quart-temps  |                                                                                      |                |                |
| 10:00           | TD de 12 yards par McDaniel suite d'une passe de Raudabaugh (PAT manqué de Martinez) |                | 24-27          |
| 07:15           | TD de 19 yards par Reed suite d'une passe de Davila (PAT de Lindholm)                |                | 31-27          |
| 4e Quart-temps  |                                                                                      |                |                |
| 13:34           | TD de 12 yards par Windsor suite d'une passe de Davila (PAT de Lindholm)             |                | 38-27          |
| 11:31           | TD de 13 yards par Jones suite d'une passe de Raudabaugh (PAT manqué de Martinez)    |                | 38-33          |
| 09:30           | TD de 14 yards par Poots suite d'une passe de Davila (PAT de Lindholm)               |                | 45-33          |
| 04:04           | TD de 1 yard à la course par Ross (PAT manqué de Martinez)                           |                | 45-39          |
| 00:23           | FG de x yards par Lindholm                                                           |                | 48-39          |

## Les équipes en présence
| Joueur            | Position | Université                  |
| ----------------- | -------- | --------------------------- |
| Dustin Almond     | QB       | Southern Mississippi        |
| Dustin Barno      | DL       | East Stroudsburg State (PA) |
| Larry Brackins    | WR       | Pearl River CC (MS)         |
| Melik Brown       | FB/LB    | North Carolina              |
| Morkeith Brown    | LB       | Temple                      |
| Carlos Campbell   | DB       | Notre Dame                  |
| Sioeli Fakalata   | OL/DL    | New Mexico State            |
| Calvin Fance      | LB       | Angelo State (TX)           |
| Steven Gachette   | QB       | Southwest Baptist (MO)      |
| Joe Goosby        | LB       | Tulane                      |
| Tyron Hurst       | DL       | Delaware State              |
| Christian Johnson | OL       | Kentucky                    |
| Anthony Jones     | WR       | Louisville                  |
| Jason Jones       | OL/DL    | Idaho State                 |
| Rayshaun Kizer    | DB       | Walsh (OH)                  |
| Carlos Martinez   | K        | Buena Vista (IA)            |
| Ryan McDaniel     | WR       | Samford                     |
| Brandon Perkins   | LB       | Kansas                      |
| Ko Quaye          | DL       | South Dakota                |
| Dan Raudabaugh    | QB       | Miami (OH)                  |
| David Richardson  | DB       | Cal Poly-San Luis Obispo    |
| Alvance Robinson  | WR/DB    | Alabama State               |
| Bryan Robinson    | DL,DL    | Wesley College (DE)         |
| James Romain      | DB       | Delaware State              |
| Derrick Ross      | RB       | Tarleton St.                |
| Emery Sammons     | WR       | Norfolk State               |
| LaRico Stevenson  | DB       | West Georgia                |
| Andrae Thurman    | WR       | Arizona                     |

| Joueur           | Position | Université                   |
| ---------------- | -------- | ---------------------------- |
| Davon Allen      | OL       | Rice                         |
| Odie Armstrong   | FB/LB,FB | Northwest Oklahoma State     |
| Brenton Bersin   | WR       | Wofford                      |
| Arkeith Brown    | WR/DB    | Texas A&M                    |
| Mark Crawford    | DL       | Kentucky                     |
| Nick Davila      | QB       | Cincinnati                   |
| Antron Dillon    | DL       | North Alabama                |
| Cornelius Dixon  | OL/DL    | Missouri Valley College (MO) |
| Cliff Dukes      | DL       | Michigan State               |
| Billy Eisenhardt | OL/DL    | Grand Valley State (MI)      |
| Marquis Floyd    | DB       | West Georgia                 |
| Tyre Glasper     | OL/DL    | North Carolina               |
| Virgil Gray      | WR/DB,Dc | Rhode Island                 |
| Trandon Harvey   | WR/DB    | Washington State             |
| Anttaj Hawthorne | DT       | Wisconsin                    |
| Dwayne Hendricks | DT       | Miami (FL)                   |
| Michael Huey     | OL       | Texas                        |
| Jeremy Kellem    | DB,DS    | Middle Tennessee State       |
| Garrett Lindholm | K        | Tarleton State (TX)          |
| Josh Mallard     | DE       | Georgia                      |
| Kevin McCullough | FB/LB    | Cincinnati                   |
| Da'Mon Merkerson | DB       | Syracuse                     |
| Jason Murrietta  | QB       | Northern Arizona             |
| Jared Perry      | WR/DB    | Missouri                     |
| Marcus Pittman   | DL       | Troy State (AL)              |
| Tysson Poots     | WR       | Southern Utah                |
| Maurice Purify   | WR       | Nebraska                     |
| Kerry Reed       | WR       | Michigan St.                 |
| Riley Swanson    | DB       | Wake Forest                  |
| Rod Windsor      | WR       | Western New Mexico State     |

## Statistiques par équipe
| Données                   | Philadelphie | Arizona |
| ------------------------- | ------------ | ------- |
| 1er Downs                 | 24           | 18      |
| Yards à la course         | 23           | 8       |
| Yards à la passe          | 306          | 315     |
| Fumbles/Perdu             | 0/0          | 2/1     |
| Yards en retour de Fumble | 0            | 0       |
| Pénalités/Yards           | 4/29         | 6/39    |
| Temps de possession       | 34:09        | 25:51   |
| Conversion de 3e Down     | 3/8          | 4/8     |
| Conversion de 4e Down     | 1/3          | 1/1     |